# Anima (grupo)
Anima é um grupo brasileiro de música de câmara.
ANIMA (musica mundana humana et instrumentalis) tem em sua formação (2011) os músicos: Marlui Miranda – canto, arranjos, flautas indígenas brasileiras, percussão e pesquisa; Silvia Ricardino – harpa de trovador, pesquisa e arranjos; Marília Vargas – soprano, pesquisa e arranjos; Paulo Dias – percussão, cravo, organeto, pesquisa e arranjos; Gisela Nogueira – viola de arame, pesquisa e arranjos; Luiz Fiaminghi – rabecas brasileiras, pesquisa, arranjos, direção executiva e produção e Valeria Bittar – flautas-doce históricas, flautas indígenas brasileiras, pesquisa, arranjos, direção executiva e produção; Hugo Pieri – barítono; Ogã Leandro Perez - canto e percussão afro-brasileiros. Anteriormente já passaram pelo grupo outros músicos, como José Eduardo Gramani (rabecas, faleceu em 1998).
Seu repertório passa por trabalho preliminar de pesquisa musicológica histórica e etnomusicológica e de elaboração de arranjos e composições. Estes elementos são transportados para o palco, através de uma linguagem camerística em constante diálogo entre passado e presente, cultura popular e erudita.
Seu último CD lançado chama-se Encantaria , e foi lançado pelo Selo SESC do estado de São Paulo.

## Discografia
- Encantaria (2017)
- Donzela Guerreira (2010)
- Espelho (2006)
- Amares (2003
- Especiarias (200)
- Teatro do Descobrimento (1999)
- Espiral do Tempo (1997/1998)

## Prêmios
- Prêmio Estímulo pela Secretaria Municipal de Cultura da Cidade de Campinas (1993)
- “Melhor Conjunto de Música de Câmara” pela Associação Paulista de Críticos de Arte (APCA), em Música Erudita (1998)
- Prêmio “Melhor Conjunto de Música de Câmara” no V Prêmio Carlos Gomes de Música Erudita, (2000)
- Indicado ao IV e VIII Prêmio Carlos Gomes de Música Erudita, na categoria “Melhor Conjunto de música de Câmera” em 1999 e 2003.
- Prêmio Movimento de Música Brasileira. Categoria: melhor CD com arranjos instrumentais (1997)